# 장병완
장병완(張秉浣, 1952년 5월 5일 ~ )은 대한민국의 정치인, 전 행정공무원이다.
제7대 기획예산처 장관을 역임하고, 제10대 호남대학교 총장을 지냈으며, 제18·19·20대 국회의원이다. 2018년 민주평화당 원내대표를 역임한 적이 있다.

## 음주운전
1996년 도로교통법위반(음주운전)으로 벌금 70만원을 선고받았다. 장병완은 음주운전으로 교통사고를 낸 혐의를 받았다.

## 논란

### 부동산 투기 논란 및 양도소득세 포탈
1990년 장병완은 경기도 화성군 기산리 소재 임야 임야 600평을 처남 등과 함께 1900만원에 매입하였다. 이후 이를 2002년에 동탄택지지구 개발 시공사에 9억원에 매각해 수억원대 차익을 얻었다. 그러나 이를 기준시가로 신고하여 양도소득세는 78만 5천원밖에 납부하지 않았다.
또한 이에 대해 부동산 투기 논란이 일었으나 장병완은 2006년 7월 19일 국회 인사청문회에서 "젊은 시절 뜻이 맞았던 3명이 모여 향후 집을 짓기로 하고 구입했던 것"이라 주장했다.

### 내부 정보 이용 재산 축적
장병완은 1993년 1억 원 채무를 가진 상황에서 13년 동안 약 100배 넘게 현금자산을 증식하였다. 이는 장병완의 당시 경제 상황과 그동안 물가상승률 등을 고려하면 납득되지 않아 직위를 이용한 재산 증식으로 지적되었다. 또한 내부 정보를 이용한 주식 투자로 상당한 이익을 얻은 것은 것으로 비난받았으며, 자녀가 군대에 있는 시기 탈법적 증여를 하였다.

### 상습 교통법규 위반
장병완은 1996년 음주운전으로 교통사고를 낸 이후에도 2005년까지 과속 등 수차례 교통법규를 위반하였다.

### 종합소득세 포탈 논란
장병완은 2005년도 이자소득이 4748만원(금융이자 2348만원+채권이자 2400만원)으로 4000만원 이상인데도 국세청에 종합소득세 신고를 하지 않았다. 이에 대해 장병완은 2006년 7월 19일 국회 인사청문회에서 "후배 사장에게 월 200만원씩 받고 있긴 하지만 이를 채권이자로 보기 어렵다"며 "금융이자 2348만원만으론 소득세 신고 대상이 아니다"고 주장했다.

## 학력
- 광주서석국민학교 졸업
- 광주서중학교 졸업
- 광주제일고등학교 졸업
- 서울대학교 무역학 학사
- 위스콘신 대학교 대학원 공공정책학 석사
- 중앙대학교 대학원 행정학 박사

## 경력
- 1975.09: 제17회 행정고등고시 합격
- 1993.04: 경제기획원 예산관리과장
- 1996.04: 재정경제원 국민생활국 생활물가과 과장
- 1999.05: 기획예산처 총무과 과장
- 2000.10: 기획예산처 경제예산심의관
- 2002.02: 기획예산처 기금정책국 국장
- 2003.04: 새천년민주당 기획예산담당 수석전문위원
- 2004.01: 열린우리당 수석전문위원
- 2004.03: 기획예산처 예산실 실장
- 2005.02 ~ 2006.07: 기획예산처 차관
- 2006.07 ~ 2008.02: 제7대 기획예산처 장관
- 2008.02 ~ 2008.03: 제18대 국회의원 선거 광주 남구 통합민주당 국회의원 예비후보
- 2008.04 ~ 2010.06: 제10대 호남대학교 총장
- 2010년 7월 28일: 2010년 상반기 재보궐선거 당선(광주 남구, 민주당, 초선)
- 2011.03 ~ 2016.01: 민주당→민주통합당→민주당→새정치민주연합→더불어민주당 광주광역시당 남구 지역위원회 위원장
- 2011.05 ~ 2012.05: 민주당→민주통합당 제4정조위원회 위원장
- 2012년 4월 11일: 대한민국 제19대 국회의원 선거 당선(광주 남구, 민주통합당, 재선)
- 2013.05 ~ 2014.03: 민주당 정책위원회 의장
- 2014.03 ~ 2014.06: 새정치민주연합 정책위원회 의장
- 2014.08 ~ 2015.12: 새정치민주연합 예산결산위원회 위원장
- 2015.12 ~ 2016.01: 더불어민주당 예산결산위원회 위원장
- 2016.01: 더불어민주당 탈당
- 2016.02: 국민의당 창당
- 2016.02 ~ 2016.05: 국민의당 최고위원
- 2016.02 ~ 2016.05: 국민의당 정책위원회 의장
- 2016년 4월 13일: 대한민국 제20대 국회의원 선거 당선(광주 동구·남구 갑, 국민의당, 3선)
- 2017.04 ~ 2017.05: 제19대 대통령 선거 국민의당 안철수 대통령 후보 중앙선거대책위원회 총괄선대본부장
- 2018.02: 국민의당 탈당
- 2018.02: 민주평화당 창당
- 2018.02 ~ 2019.05: 민주평화당 원내대표
- 2019.07: 변화와 희망의 대안정치연대 간사
- 2019.08: 민주평화당 탈당
- 2020.01: 대안신당 창당
- 2020: 민생당 합당
- 2020.09 ~ : 호남대학교 석좌교수
- 2022.03 ~ : 제일기획 사외이사
  - 제일기획 보상위원회 위원
  - 제일기획 내부거래위원회 위원

### 의정 활동
- 2010.07 ~ 2012.05: 제18대 국회의원(광주 남구, 민주당→민주통합당, 초선)
  - 2010.08 ~ 2012.05: 제18대 국회 후반기 문화체육관광방송통신위원회 위원
  - 2010.08 ~ 2011.04: 제18대 국회 후반기 예산결산특별위원회 위원
  - 2011.04 ~ 2012.05: 제18대 국회 후반기 예산결산특별위원회 간사
- 2012.05 ~ 2016.05: 제19대 국회의원(광주 남구, 민주통합당→민주당→새정치민주연합→더불어민주당→무소속→국민의당, 재선)
  - 2012.07 ~ 2013.03: 제19대 국회 전반기 문화체육관광방송통신위원회 위원
  - 2013.03 ~ 2016.05: 제19대 국회 전반기, 후반기 미래창조과학방송통신위원회 위원
  - 2014.06 ~ 2015.05: 제19대 국회 후반기 예산결산특별위원회 위원
  - 2015.08 ~ 2015.12: 제19대 국회 공적연금 강화와 노후빈곤 해소를 위한 특별위원회 위원
- 2016.05 ~ 2020.05: 제20대 국회의원(광주 동구·남구 갑, 국민의당→무소속→민주평화당→무소속→대안신당→민생당, 3선)
  - 2016.06 ~ 2017.07: 제20대 국회 전반기 산업통상자원위원회 위원장
  - 2017.07 ~ 2018.05: 제20대 국회 전반기 산업통상자원중소벤처기업위원회 위원장
  - 2018.07 ~ 2019.05: 제20대 국회 후반기 운영위원회 위원
  - 2018.07 ~ 2020.05: 제20대 국회 후반기 정무위원회 위원
  - 2018.07 ~ 2020.05: 제20대 국회 후반기 정보위원회 위원

## 역대 선거 결과
|  | 55.91% |

|  | 67.81% |

|  | 55.62% |

|  | 20.61% |

## 소속 정당
| 소속 정당 | 소속 정당      | 소속 기간 | 비고      |
| --------- | -------------- | --------- | --------- |
|           | 열린우리당     | 2006~2007 | 정계 입문 |
|           | 무소속         | 2007~2008 | 탈당      |
|           | 대통합민주신당 | 2008      | 입당      |
|           | 통합민주당     | 2008      | 합당      |
|           | 민주당         | 2008~2011 | 당명 변경 |
|           | 민주통합당     | 2011~2013 | 합당      |
|           | 민주당         | 2013~2014 | 당명 변경 |
|           | 새정치민주연합 | 2014~2015 | 합당      |
|           | 더불어민주당   | 2015~2016 | 당명 변경 |
|           | 무소속         | 2016      | 탈당      |
|           | 국민의당       | 2016~2018 | 창당      |
|           | 무소속         | 2018      | 탈당      |
|           | 민주평화당     | 2018~2019 | 창당      |
|           | 무소속         | 2019~2020 | 탈당      |
|           | 대안신당       | 2020      | 창당      |
|           | 민생당         | 2020~2024 | 합당      |
|           | 기후민생당     | 2024~2025 | 당명 변경 |
|           | 민주평화당     | 2025~현재 | 당명 변경 |

## 같이 보기
- 남구 (광주 선거구)
- 동구·남구 갑
- 광주 동구의 국회의원
- 광주 남구의 국회의원
- 대한민국의 기획재정부 차관
- 대한민국의 기획재정부 장관